# Bac à sable
Pour les articles homonymes, voir Bac.
Ne doit pas être confondu avec Sandbox.

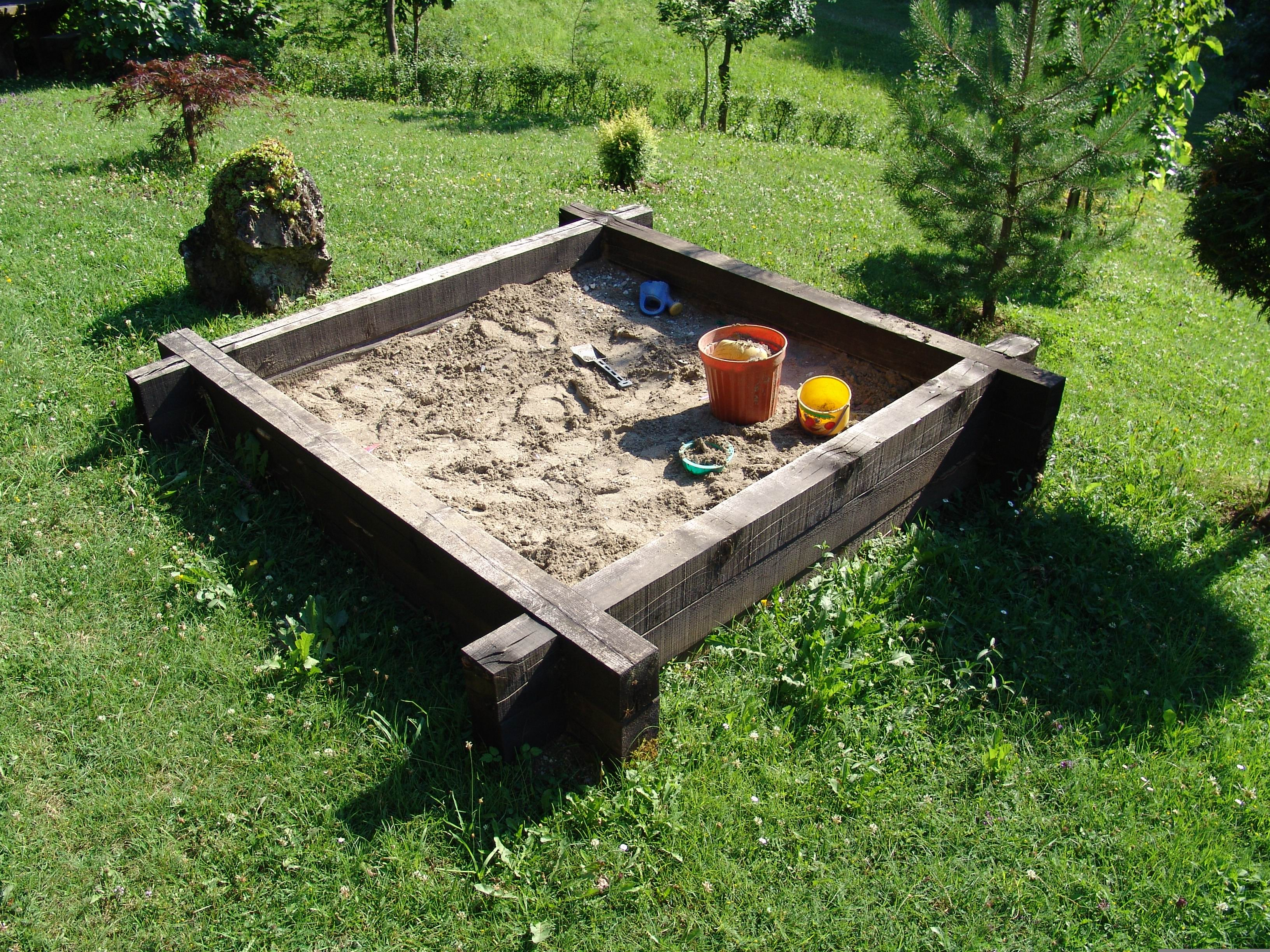
Bac à sable avec des jouets utilisés par les enfants pour jouer dans le sable comme à la plage.

Un bac à sable, ou carré de sable en français canadien, est un récipient rempli de sable. On en trouve le plus souvent sur les terrains de jeux mais peuvent également constituer le sol amortissant naturel d'un portique de jeu. Ils permettent aux enfants de s'amuser en faisant des châteaux de sable avec des seaux, en utilisant des outils comme râteaux et pelles, ou encore en apprenant à manipuler le sable.
Cet espace ludique exerce un fort attrait sur les enfants en bas âge. Les enfants peuvent y creuser des trous, des tunnels plus ou moins profonds suivant la taille du bac.
Ce type d'espace est souvent mis en place par les municipalités ou les administrations territoriales, au même titre que les balançoires ou les toboggans.
Il peut également être aménagé n'importe où tant que la place est suffisante et que l'on peut se procurer un récipient (bac) suffisamment grand, avec une quantité et qualité de sable adéquates et un entretien régulier, en évitant dans la mesure du possible que chats et chiens viennent y uriner ou déféquer.
L'appellation carré de sable au Canada est utilisée peu importe la forme de celui-ci.

## Aspects sanitaires
S'il est en surface partiellement et naturellement désinfecté par les UV solaires, en profondeur, « le sable est également un excellent milieu pour la prolifération des micro-organismes en raison de sa teneur favorable en matière organique, de son humidité relative et de son acidité (mesurée en pH). ».
Un bac à sable nécessite d'être rempli avec du sable propre d'origine connue (on a parfois retrouvé des déchets industriels ou des sables pollués au delà des seuils autorisés dans certains bacs destinés aux enfants).
De nombreuses études ont montré que certains bacs à sable abritent des agents pathogènes, parfois résistants aux antibiotiques. On y a aussi trouvé des champignons pathogènes considérés comme un problème émergeant.
En 2008, les taux de 10 types d'hydrocarbures aromatiques polycycliques (HAP) ont été recherchés au Japon dans le sable de bacs à sable situés dans 51 parcs. Les HAP dosés étaient : fluoranthène, pyrène, benz[a]anthracène, chrysène, benzo[b]fluoranthène, benzo[k]fluoranthène, benzo[a]pyrène, indéno[1, 2, 3,-cd] pyrène, benzo [ghi]pérylène et dibenz[a,h]anthracène). Le fluoranthène (17,2 ng/g de sable en moyenne) et le pyrène (4,9 ng/g) étaient les plus présents. En général, le sable contenait de 1 à 120 ng/g de HAP, mais certains bacs en contenaient 400, 600 voire presque 1 500 ng/g. Et parfois, les ratios de composition indiquaient des sources multiples.
Un entretien régulier et un changement périodique du sable sont donc nécessaires, notamment car les chiens et les chats peuvent souvent être tentés d'y déposer ou enfouir leurs excréments. Ces derniers sont notamment sources de bactéries et d'autres microbes indésirables, (dont streptocoques et staphylocoques fécaux, Salmonella spp. et Enterococcus spp. ; Clostridium difficile,, agent de la toxoplasmose ou de l'échinococcose alvéolaire (susceptible de toucher des enfants victimes d'une grave dépression immunitaire) ; amibes et sources potentielles d'oeufs ou propagules de parasites.
Les jouets ayant passé du temps enfouis dans le sable sont aussi une source possible d'agents infectieux.

## Pédagogie
Le bac à sable existe très souvent dans la cour de récréation des écoles . La manipulation du sable entre dans les activités d'apprentissage. L'activité de transvasement est importante dans la compréhension de diverses notions, par exemple qu'une matière n'est pas forcément un bloc mais un composé d'éléments (les grains en ce qui concerne le sable). L'enfant appréhende et avance dans la compréhension des notions diverses de vide/plein, de sec/mouillé, de dur/mou, de fragile/solide. Cette construction mentale est rendue possible par la répétition de ces actes au bac à sable, mais aussi dans la neige, les jeux de construction, les collages ou la préparation de recettes de cuisine (travail sur les différents états de la matière). D'après le psychologue Jean Piaget, le jeu est un moment de l'enfance préalable à la construction de soi et du monde.

## Entretien
Le sable peut s'envoler ou être souillé, en particulier par les animaux domestiques ou errants, et provoquer des problèmes sanitaires chez les enfants qui y jouent si aucune mesure n'est prise. Quand ils ne servent pas, certains bacs à sable peuvent être couverts avec une bâche ou un couvercle.

## Sports mécaniques

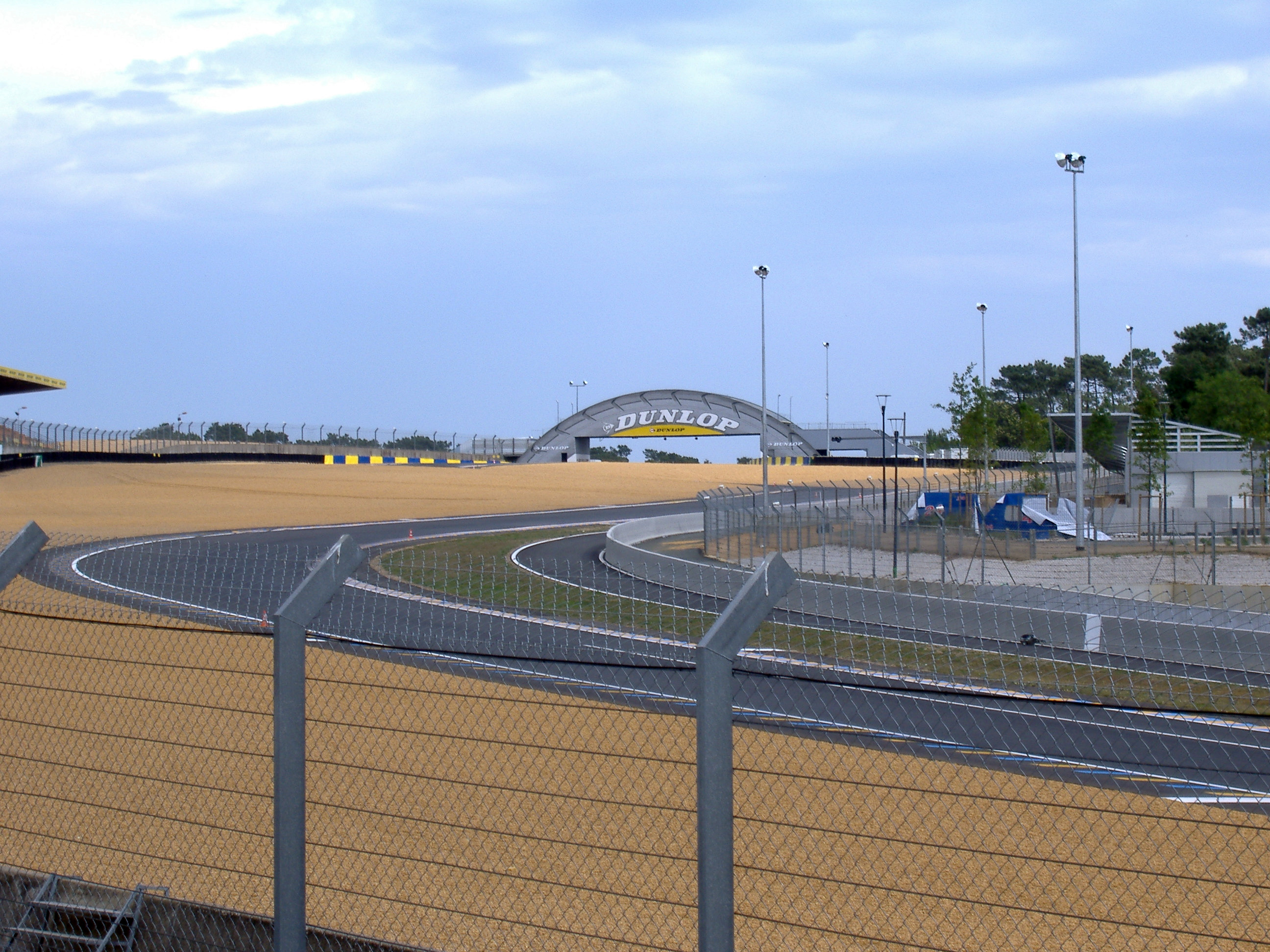
L'immense échappatoire de la courbe Dunlop au circuit Bugatti.

En sports mécaniques, le « bac à sable » est une échappatoire disposée à l'extérieur d'un virage sur un circuit. Plus généralement rempli de gravier aujourd'hui, sa fonction est de ralentir et de stopper les véhicules ayant quitté la piste.

## Sens figuré
Par extension, le bac à sable est une zone d'essai :
- une sandbox (« bac à sable » en anglais) est, en informatique, un dispositif permettant d'exécuter des programmes en phase d'essai ou dans lesquels la confiance est incertaine ;
- un jeu  bac à sable  est un type de jeu vidéo dont le scénario est inexistant ou minimal, ou dans lequel le joueur peut exercer de nombreuses activités sans rapport avec ledit scénario.

## Terminologie militaire
- Technique utilisée par les militaires pour reproduire à l'échelle, sur le sable ou la terre, un paysage comportant la topographie du terrain, routes, rivières, ponts, constructions, végétation…, de la façon la plus réaliste possible, en vue de préparer une manœuvre ou une offensive.

## Galerie de photographies

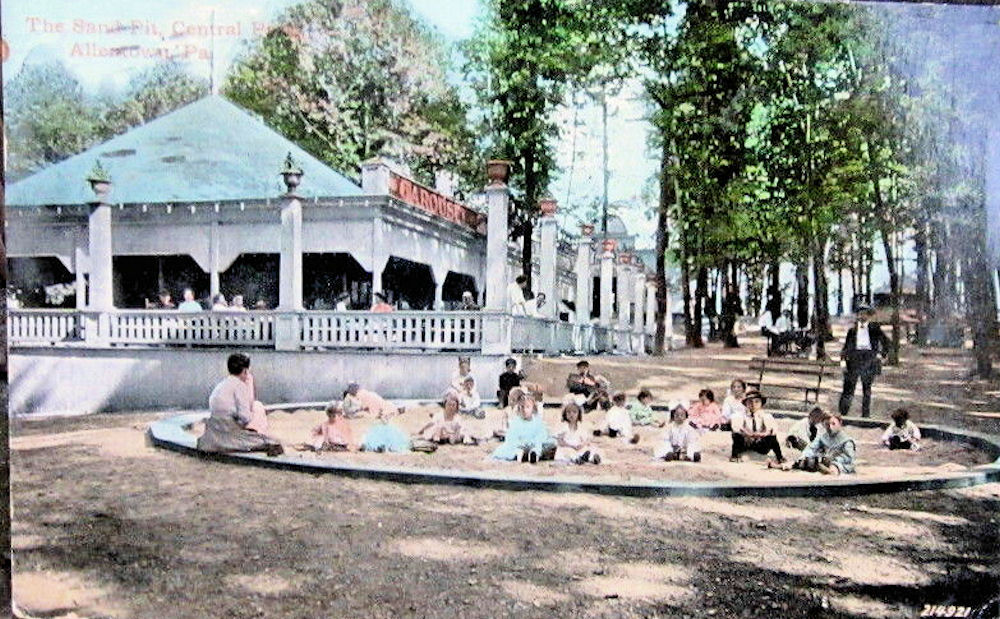
En 1900, enfants jouant au sable à Central park.
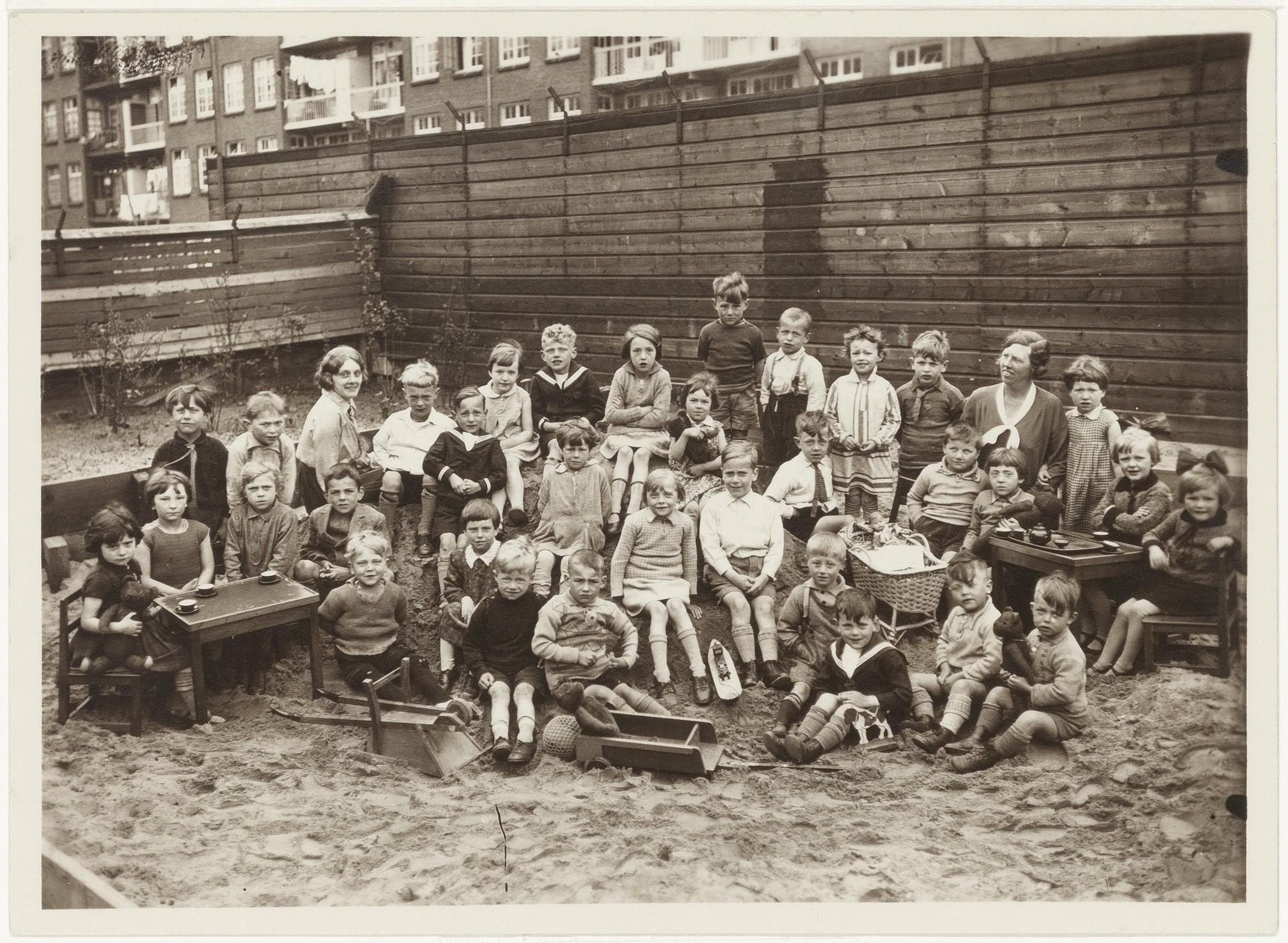
Enfants et leurs jouets dans un bac à sable à Amsterdam vers 1935.
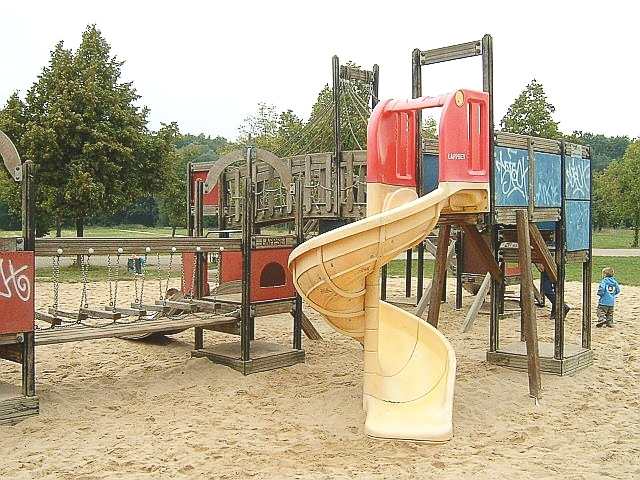
Toboggan en colimaçon au sein d'un portique de jeu, avec un parcours de jeu, lui-même intégré dans un grand bac à sable.
- Bac à sable mobile avec couvercle de protection contre la pluie.
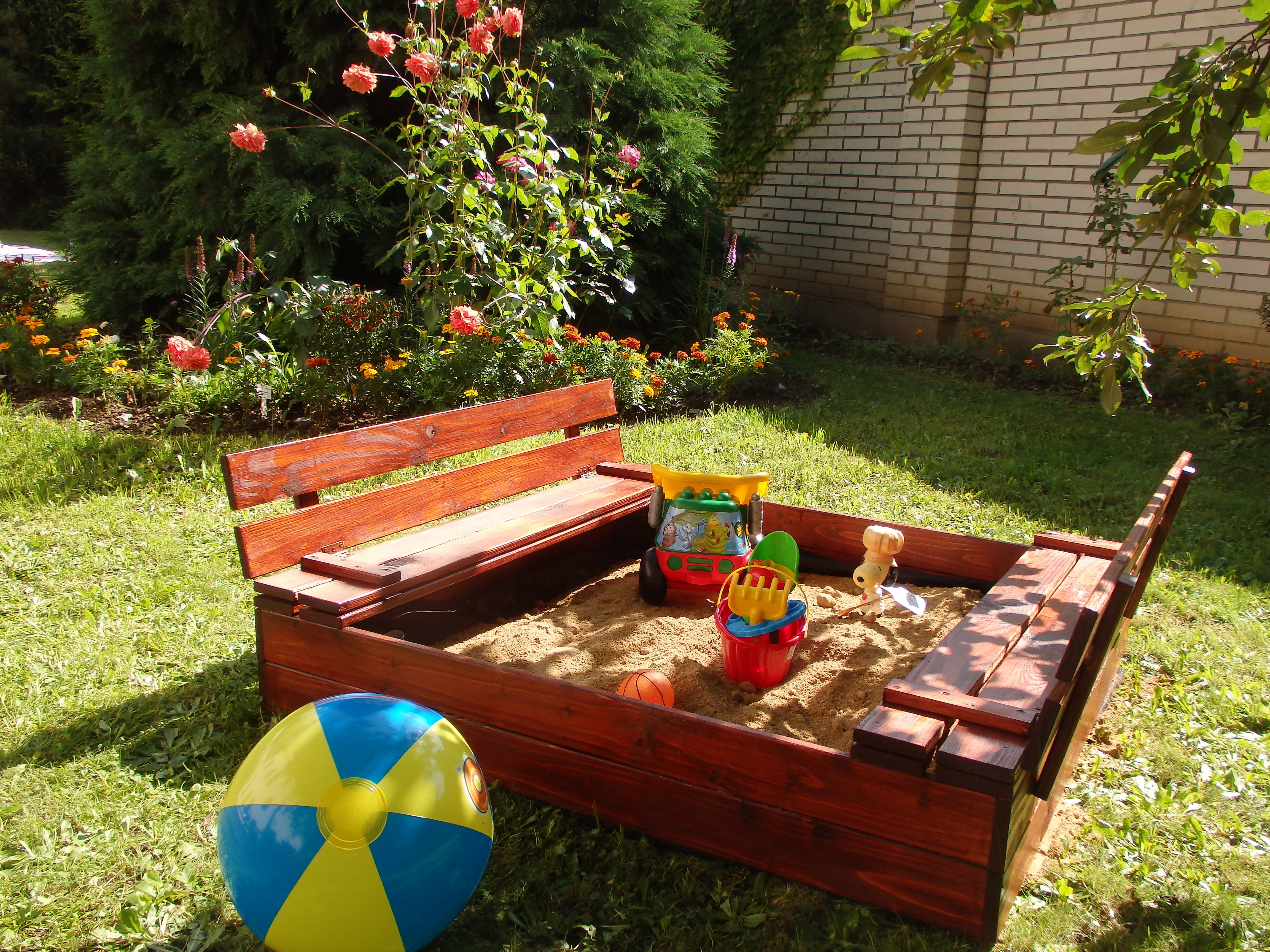
Avec couvercle de protection amovible transformable en double banc.
- Pâtés de sable.
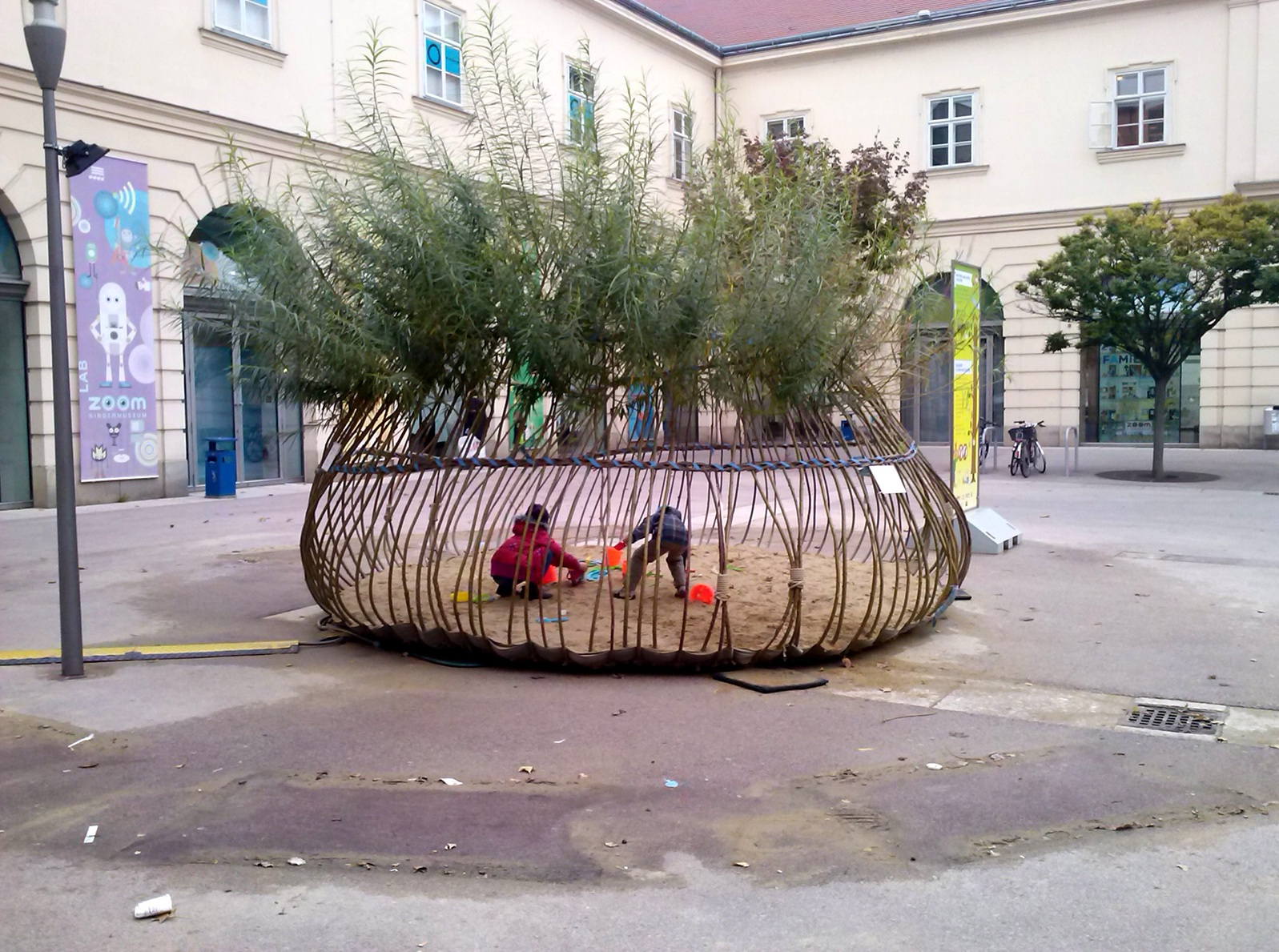
Bac à sable écologique, entouré de tiges de saules tressées (Vienne, 2012).